# 国立馬公高級中学
国立馬公高級中学（National Magong High School）は、台湾澎湖県馬公市 にある高校。

## 校史
- 1943年、開校。